# Чехія на зимових Олімпійських іграх 1998
Чехія брала участь у Зимових Олімпійських іграх  1998 року в Наґано (Японія) вдруге за свою історію, і завоювала одну бронзову, одну срібну, одну золоту медаль. 

## Золото
- Хокей, чоловіки.

## Срібло
- Лижні гонки на зимових Олімпійських іграх 1998, жінки — Катержіна Нойманова.

## Бронза
- Лижні гонки на зимових Олімпійських іграх 1998, жінки — Катержіна Нойманова.